# Louloudies

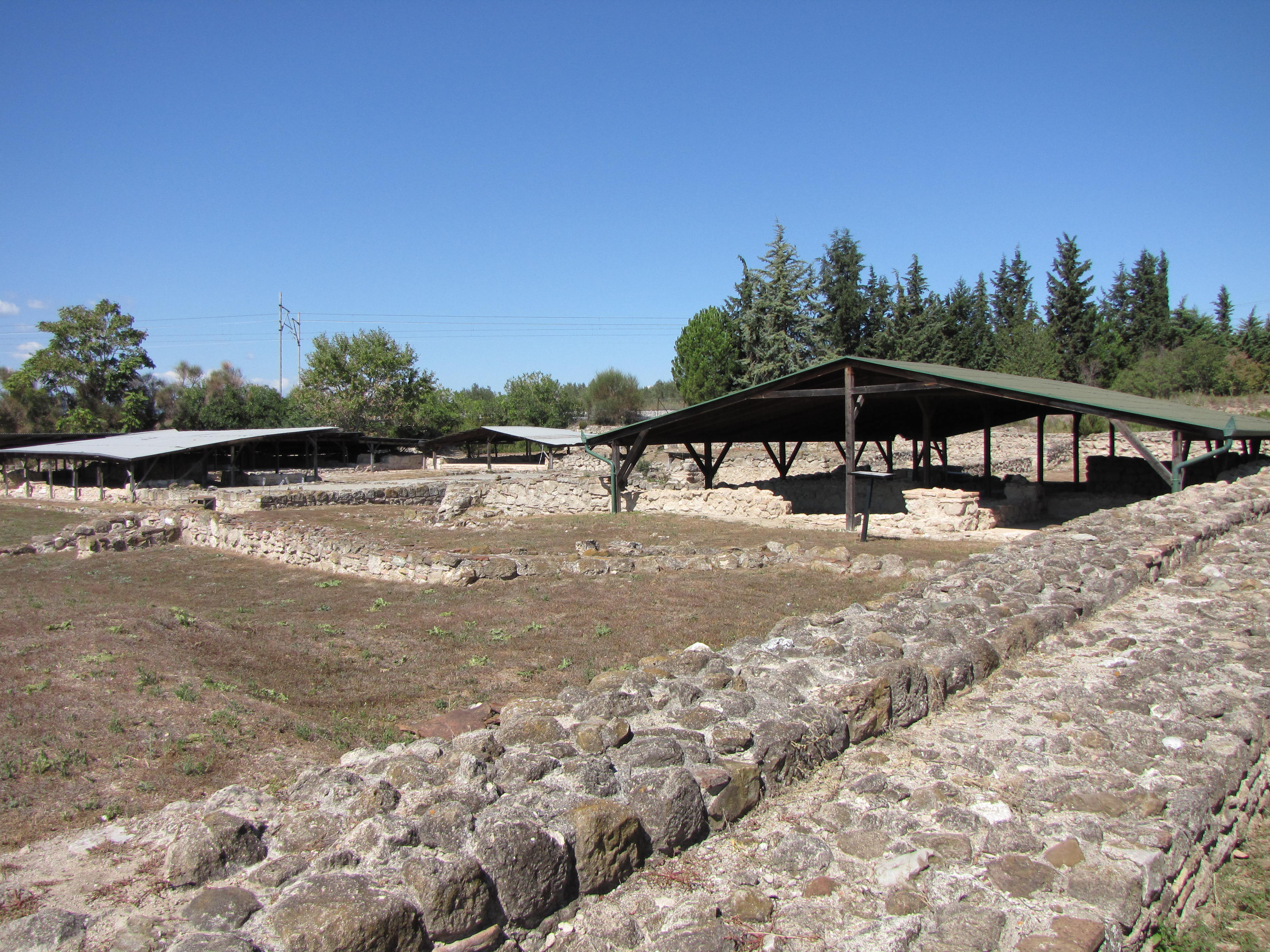
Ausgrabungsstätte Louloudies

Im Zuge des Neubaus der Bahnlinie zwischen Athen und Thessaloniki wurde im Gebiet Louloudies (luˈluðιés) (griechisch Λουλουδιές) ein befestigter Bischofssitz aus byzantinischer Zeit ausgegraben. Er repräsentiert einen wichtigen Teil der kirchlichen Geschichte und Archäologie Pierias.

## Lage

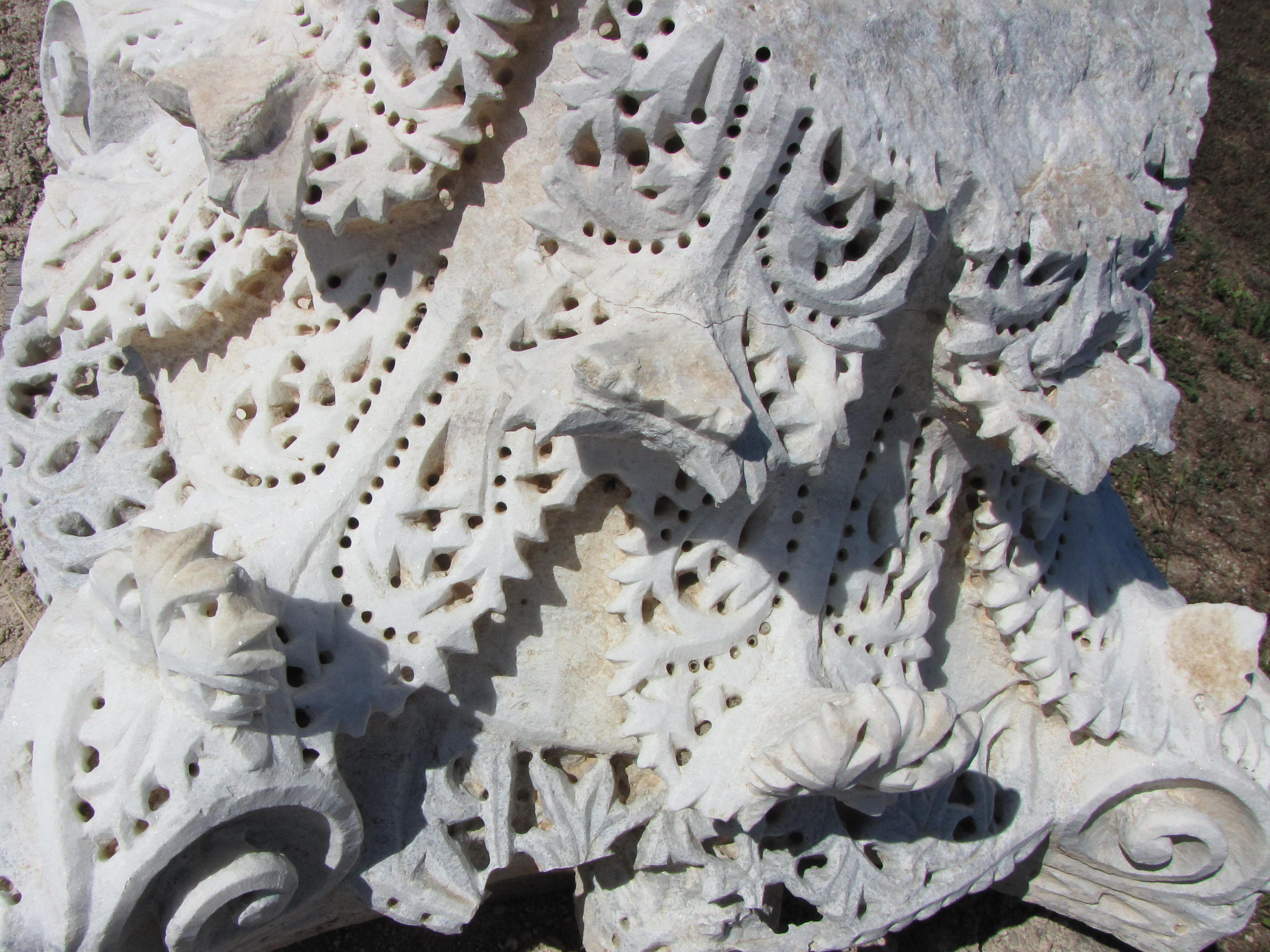
Detail eines Kapitells

Der Komplex liegt 11,3 km nordöstlich der Stadt Katerini, 3,3 km nordöstlich des Ortes Korinos und 5,8 km südlich des antiken Pydna in der griechischen Region Zentralmakedonien. Mitte des 19. Jahrhunderts lokalisierte der französische Archäologe Léon Heuzey die Hügel nordwestlich von Louloudies als den Ort, an dem 168 v. Chr. die entscheidende Schlacht zwischen den römischen Truppen und den Soldaten des letzten makedonischen Königs Perseus stattfand.

## Geschichte
Die Goten belagerten im Jahr 479 die Stadt Thessaloniki. Um Schaden von Thessaloniki abzuwenden, einigten sich die Belagerer mit dem Magistrat der Stadt darauf, einige andere makedonische Städte unter gotische Aufsicht zu stellen. Darunter befanden sich die Städte Pella, Pydna, Dion und Veria. Pydna wurde zum Bischofssitz ernannt, der Bischof selbst aber residierte in Louloudies.
Die einer Festung ähnelnde Anlage wurde im letzten Viertel des 5. Jahrhunderts an der Straße zwischen Thessaloniki und Larissa erbaut. Wahrscheinlich handelt es sich um denselben Ort, der in römischen Aufzeichnungen „Anamon“ genannt wurde. Während der Regierungszeit Justinians I. (527 bis 567) wurde der Komplex erweitert. In der Mitte des 6. Jahrhunderts wurden die Gebäude durch ein Erdbeben zerstört. Der Bischof verließ den Ort und dieser wurde in der Folgezeit als Friedhof benutzt. Im 7. Jahrhundert wurde der Ort nach Angriffen von „Barbaren“ endgültig verlassen.

## Die Anlage

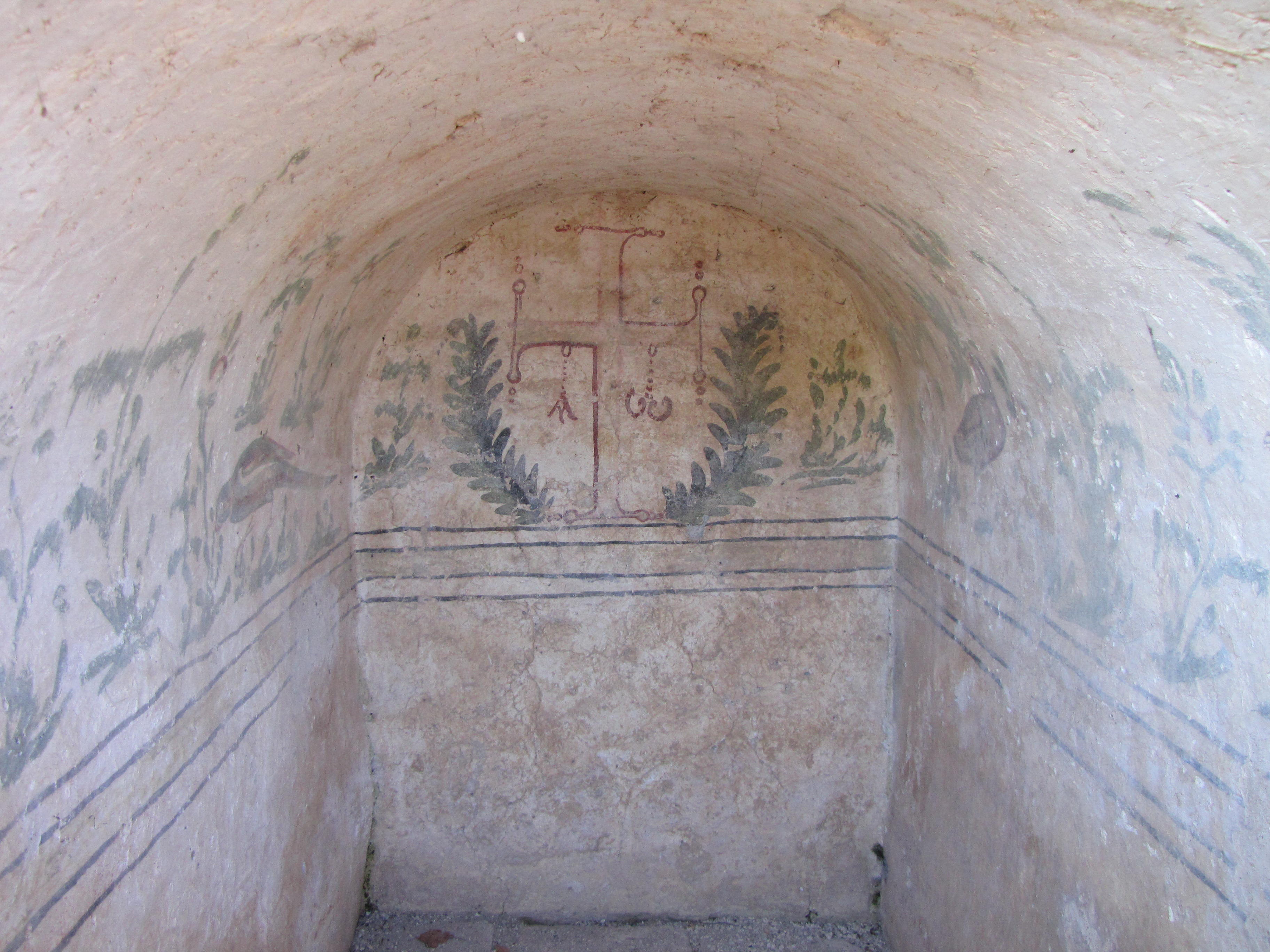
Grab in Louloudies

Der gesamte Komplex hat eine Grundfläche von 80 mal 90 Metern. Er war von einer Mauer umgeben, zu seiner Verteidigung wurden vier rechteckige Türme erbaut, die sich an den Ecken der Mauern befanden. Ein doppeltes Tor an der Westseite durchbrach die Mauerlinie. In der ersten Bauphase wurde eine dreischiffige Basilika und ein Wohnsitz für den Bischof errichtet. Auffällig waren der Empfangsraum und die Säulengänge des Gebäudes. Die Böden sind mit Mosaik geschmückt, das allerdings rein ornamental ist und keine Figuren oder Ähnliches zeigt. Unter dem Bischofspalast wurden Überreste einer Villa aus dem frühen 4. Jahrhundert v. Chr. gefunden. Zur Zeit Justinians wurden die Räumlichkeiten ausgebaut und Einrichtungen für die Produktion von Wein und Olivenöl eingerichtet.
Man hat acht größere Gräber gefunden, die eine gewölbte Decke haben. Teilweise blieb deren Bemalung erhalten. Weiterhin wurde eine größere Anzahl von einfach ausgestatteten Gräbern auf dem Gebiet der Anlage entdeckt.

## Ausgrabungen
Die Grabungsarbeiten fanden von 1993 bis 1997 statt und wurden von der Behörde für Byzantinische Antiquitäten in Thessaloniki geleitet. Finanziert wurden sie von der griechischen Eisenbahngesellschaft OSE. Die Bahnlinie teilt die Ausgrabungsstätte diagonal. Der westliche Wehrturm und ein Teil der Mauer befinden sich außerhalb des zugänglichen Geländes.
Die zahlreichen Funde bringen etwas Licht in die Zeit zwischen dem 4. und dem 7. Jahrhundert, eine Epoche, von der wenig Informationen über diesen Teil Makedoniens vorliegen. Sie zeugen von der Bedeutung des Bischofssitzes und geben Hinweise auf das tägliche Leben und die vorhandene Technik dieser Zeit. Nachdem die Anlage von ihren Bewohnern endgültig verlassen worden war, siedelten sich Handwerksbetriebe an. Es wurden Reste eines Brennofens für Töpferwaren, Schmelzöfen für Glasprodukte, Schmelzöfen für Metall und eine Bildhauerwerkstatt gefunden.